# Stenophylax tauricus
Stenophylax tauricus är en nattsländeart som först beskrevs av Martynov 1917.  Stenophylax tauricus ingår i släktet Stenophylax och familjen husmasknattsländor. Inga underarter finns listade i Catalogue of Life.